# Whatever Happens
Whatever Happens – piętnasty utwór Michaela Jacksona z albumu Invincible. Partia gitarowa Carlosa Santany została zarejestrowana w lutym 2001 w San Francisco. Michael nie mógł uczestniczyć w nagrywaniu jej z powodu innych zobowiązań.

## Historia
Whatever Happens pojawia się na: niemieckiej, szwajcarskiej, włoskiej, francuskiej oraz w wersji Deluxe składanki King of Pop.

## Szczegółowe informacje
Wokal: Michael Jackson 

Dodatkowy wokal w tle: Mario Vasquez i Mary Brown 

Tekst i muzyka: Michael Jackson, T. Riley, Gil Cang, J. Quay i Geoffrey Williams 

Producent: Michael Jackson i Teddy Riley

Gitara: Carlos Santana

Mix: Bruce Swedien, Teddy Riley i George Mayers